# 葛西沖開発事業
葛西沖開発事業（かさいおきかいはつじぎょう）とは、1972年（昭和47年）から2004年（平成16年）まで行われた、東京都建設局による葛西沖の埋め立て・開発事業である。土地区画整理事業と関連事業が行われ、江戸川区清新町と臨海町が造成され、葛西臨海公園などが整備された。

## 概要
葛西沖開発事業は、大規模なウォーターフロント開発の成功例である。開発対象は約380ヘクタールで、東京臨海副都心開発事業の442ヘクタールに迫る規模となった。事業は以下のような特徴があった。
- 事業区域の大半が海面下で、大規模に埋め立てを実施
- 保留地の処分によって財源をほぼ確保
- 土地区画整理と都市施設整備（関連事業）の一体化
- 自然保護や都市景観保護を配慮

また、この事業の成功により京葉線、放射16号、環状七号線、東京湾岸道路の建設が可能になった事は社会的意義が大きい。

## 土地区画整理事業
土地区画整理事業として、土地区画整理、埋め立て事業、道路事業、公園・緑地計画が行われた。公共基盤関係投資額789億円、総事業費は927億2,600万円である。
土地区画整理は379.87ヘクタールで行われた。地盤沈下により水没した民有地が存在する為、海面下にある土地を埋め立てて区画整理を行うという前例の無い事業だった。水没民有地は小島町一丁目や新田一丁目・二丁目、葛西二丁目、堀江町、上蜆島町、下蜆島町（しじみじま） に存在し、海岸堤防の外に広がっていた。通常の区画整理と異なり、測量の難しい海面下の土地を換地設計・仮換地指定しなければならず、埋め立て前後の地価の算定など難しい作業が必要だった。またこの他にも、漁業補償や民間の開発会社の埋立権、砂鉄の採掘権、千葉県との都県境の確定など、複雑な権利関係の調整が行われた。投資額は273億円である。
埋め立て事業は348ヘクタールで行われ、約半分の178ヘクタールは水没民有地だった。1972年（昭和47年）に第一工区（新左近川以北）、第二工区（新左近川～湾岸道路）、第三工区（湾岸道路以南）のすべての工区で工事が始まった。第三工区が完成したのは15年後の1987年（昭和62年）である。埋め立てには2500万立方メートル の浚渫土と陸上土（建設残土）が使われた。投資額は317億円である。
道路事業では、幹線道路のほか、区画道路、コミュニティ道路、緑道、自転車道が作られた。補助140号線（船堀街道）、補助289号線、補助290号線（葛西中央通り）、補助291号線（遊歩道）、補助292号線（左近通り）などである。
公園・緑地としては、自然保護と回復の為に、葛西臨海公園が作られた。投資額は199億円である。

## 関連事業
関連事業として、住宅建設事業、流通センター建設事業、公園施設の整備の他、葛西下水処理場、葛西臨海公園駅の建設などが行われた。
住宅建設事業では、葛西クリーンタウンなど大規模な集合住宅の建設が行われた。当時はまだ珍しかった23階建ての超高層マンションが作られ、7244戸が供給された。
流通センター建設事業では、葛西流通センター（東部流通業務団地）が建設された。葛西地区は開発事業により交通の要所となり、環状七号線と東京湾岸道路が交差し、葛西ジャンクションにより首都高速道路の湾岸線と中央環状線が結ばれた。そのため東京都中央卸売市場葛西市場、葛西トラックターミナルが設けられ、東京団地倉庫、ワールド流通協同組合、中古車卸売り事業協同組合、江戸川運輸施設協同組合などの業務施設が作られた。
公園施設の整備では、葛西臨海水族園や鳥類園が建設され、新左近川親水公園や総合レクリエーション公園が整備された。
葛西下水処理場には、1232億円が費やされた。

## 都市景観
葛西沖開発事業は、土地区画整理と都市施設整備（関連事業）を一体として考え同時に行った点に特徴があり、都市景観100選や平成5年度「まちづくり月間」 建設大臣賞を受賞した。都市景観としては
- 土地区画整理では道路で囲まれた街区（スーパーブロック）が全体的に大きく、大胆に作られていること
- 土地利用は「職」「住」「遊」のバランスが良く、住居地域と準工業地域のゾーニングが綺麗に出来ていること
- 緑化計画では、緑のネットワークを念頭に公園や緑地が整備されていること

などに特徴がある。

## 財源
葛西沖開発事業は、東京都の特別会計事業である。「葛西沖開発事業会計」が設けられたが、バブル景気による地価上昇の恩恵を受け、事業費のほとんど（86％）を保留地（16％）の処分により賄う事が出来た。葛西沖開発事業の総投資額は5940億円で、内訳は公共基盤関係投資額789億円、公共施設関係投資額1568億円、民間建設投資額3583億円だった。バブル景気の崩壊前に工事は完了した為、大きな痛手を受けることは無かった。

## 沿革

### 事業化まで

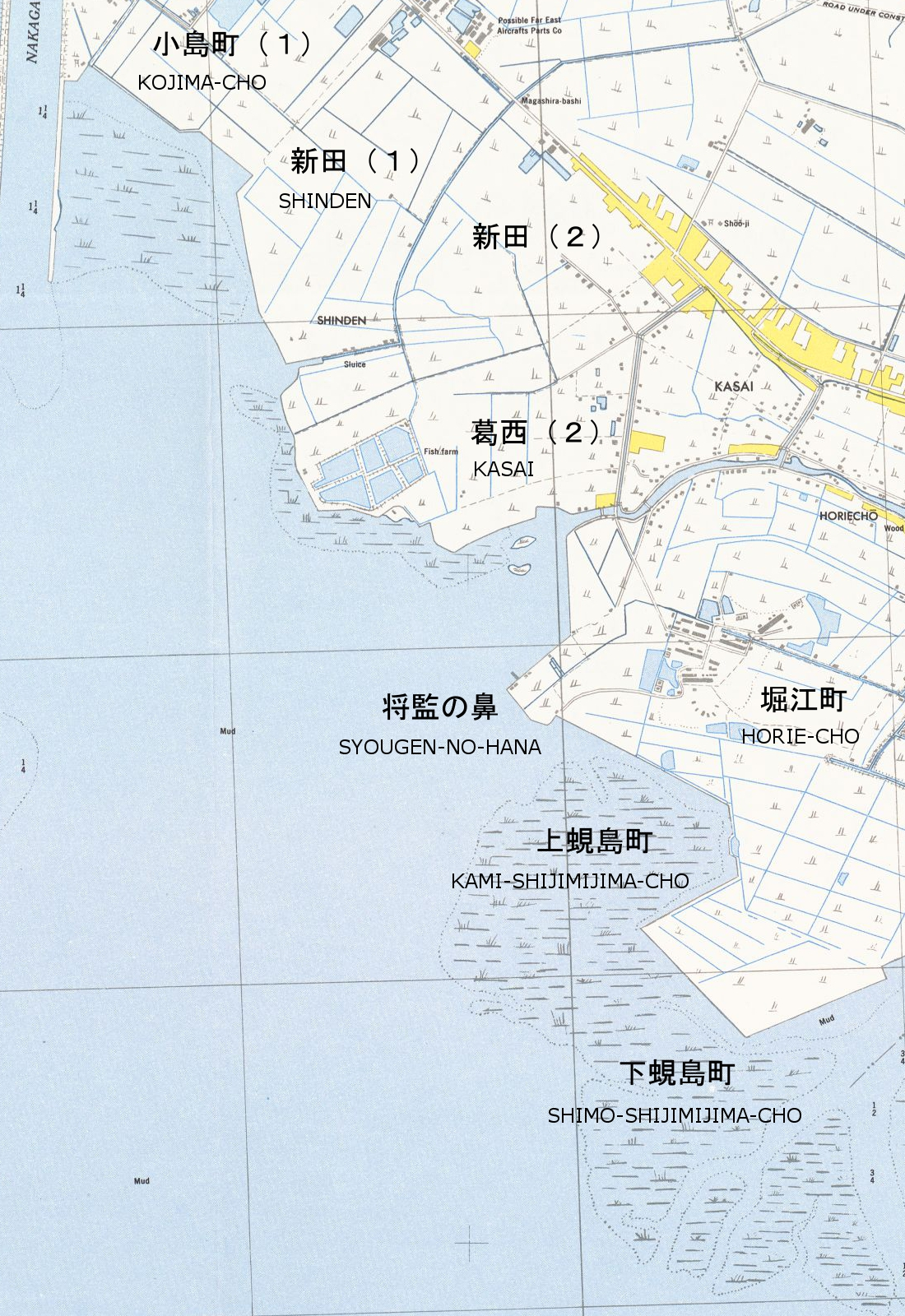
1945年の葛西海岸。

大正から昭和にかけて荒川放水路の掘削事業が行われ、これにあわせて葛西沖でも数度にわたり官民による埋め立て開発計画がたてられたが実現しなかった。
第二次大戦後、戦後復興や高度経済成長に伴い、葛西地区や葛西沖を通過する鉄道や道路が計画された。一方で、「江戸前のハゼを守る会」や日本野鳥の会などが、葛西沖にある三枚洲などの干潟の保全を唱えて事業化反対を訴えていたが、徐々に葛西沖を含めた葛西地区全体の環境悪化が顕著になってきていた。海水汚染による漁業の衰退やゴミの不法投棄、とりわけ、葛西沖の地盤沈下は深刻で、178ヘクタールの民有地が水没する被害が出ていたことが事業化のきっかけとなった。
事業は東京都が主導し、広域的な都市計画の観点で自然環境をなるべく壊さないとの配慮がなされた。
- 1970年（昭和45年）- 都市改造会議で「葛西沖開発要綱」決定
- 1971年（昭和46年）- 基本方針の知事決定

### 事業化後

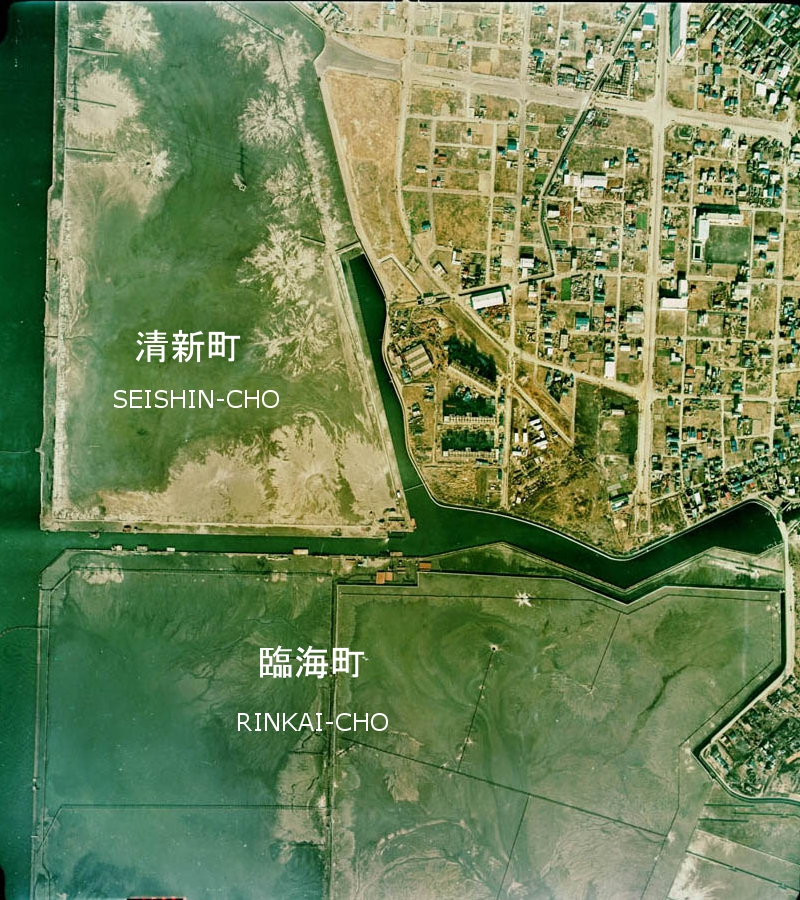
1974年の清新町と臨海町。

- 1972年（昭和47年）- 都市計画決定・事業計画決定。埋立工事の着工
- 1973年（昭和48年）- 土地区画整理審議会の発足
- 1978年（昭和53年）- 環状7号が延伸　首都高速湾岸線葛西出入口　供用開始
- 1979年（昭和54年）- 仮換地の指定
- 1981年（昭和56年）- 葛西下水処理場の一部稼動開始
- 1982年（昭和57年）- 第一工区（新左近川以北）の埋め立て竣工
- 1983年（昭和58年）- 左近川公園の都市計画決定・事業認可。第二工区（新左近川～湾岸道路）の埋め立て竣工。葛西クリーンタウンの入居開始。葛西トラックターミナルの開業
- 1984年（昭和59年）- 葛西市場の開業。江戸川区陸上競技場のオープン
- 1985年（昭和60年）- 東京団地倉庫の開業
- 1986年（昭和61年）- 東京都立紅葉川高等学校の開校
- 1987年（昭和62年）- 第三工区（湾岸道路以南）の埋め立て竣工
- 1988年（昭和63年）- 換地処分の公告。土地区画整理審議会の解散。京葉線第2期延伸にともなって葛西臨海公園駅開業
- 1989年（平成元年）- 葛西臨海公園・水族園の開業
- 2004年（平成16年）- 放射16号(永代通り)の清砂大橋開通

## 課題
当初想定されたゾーニングに従った利用計画が進んでいないことが上げられる。
17街区から22街区（臨海町一丁目・二丁目）は葛西沖開発要綱では、他の地域での再開発による移転地（都市再開発用地）として確保され、準工業地域としての利用が想定されていた。しかし実際には公務員住宅などが建てられ、ゾーニングが崩れている。
左近川と下水処理場の間にある17街区（と18街区の一部）は、1989年（平成元年）に葛西産業拠点として利用する事が決まり、2002年（平成14年）には東京臨海病院が開院したが、周辺地域は現在でも入居がなく更地となっている。2009年（平成21年）には、スーパー連携大学院の建設計画が持ち上がったが、2012年現在までに着工はされていない。
22街区にはロッテワールド東京が建設を計画していたが、江戸川対岸の東京ディズニーランドおよび東京ディズニーシーの開業が競合となり計画が頓挫。1999年（平成11年）には再開発計画（再開発等促進区） が立てられ誘致にも積極的になったが、建設計画は凍結された。用地にはロッテ資本により規模を縮小してゴルフ練習場が建設された。
葛西臨海公園は「規制優先」から「利用優先」へ方針転換がなされ、大観覧車が設置されたり、2016年東京オリンピック構想の競技施設の建設候補地にもなった。2012年東京都により、公園に隣接する葛西水再生センター用地が福島第一原子力発電所事故による電力不足を補うための天然ガス火力発電所の建設候補地として検討中とされた。